# ケニルワース競馬場
ケニルワース競馬場（アフリカーンス語・英語：Kenilworth Racecourse）は、南アフリカ共和国西ケープ州ケープタウンにある競馬場である。

## 概要
南アフリカで最も歴史のある競馬場で1833年に開設された。
ケープタウンの中心部から車で10分ほど（南東に11km）の場所にあり、ケープタウン国際空港からは車で30分ほどである。
現在は競馬運営企業であるヒューメレラが所有権を持ち、競馬開催を行っている。

## コース形態
芝コースのみの設置で、左回りの周回コースが2つと1,200mの直線コースが1つ存在する。
2つの周回コースのうち、芝内回りは1周2,700mでゴール前の直線は450m、芝外回りは1周2,800mでゴール前の直線は600mとなっている。
1,200mの直線コースは馬場内を斜めに横切る形で設置されている。

## 主な競走
- ケープダービー (G1)
- ケープフィリーズギニー  (G1)
- ケープフライングチャンピオンシップ  (G1)
- ケープギニー  (G1)
- ケープタウンメット  (G1)
- キングズプレート  (G1)
- マジョルカステークス  (G1)
- パドックステークス  (G1)